# Perissomastix meretrix
Perissomastix meretrix är en fjärilsart som beskrevs av Edward Meyrick 1908. Perissomastix meretrix ingår i släktet Perissomastix och familjen äkta malar. Inga underarter finns listade i Catalogue of Life.